# Histoire du chemin de fer au Brésil

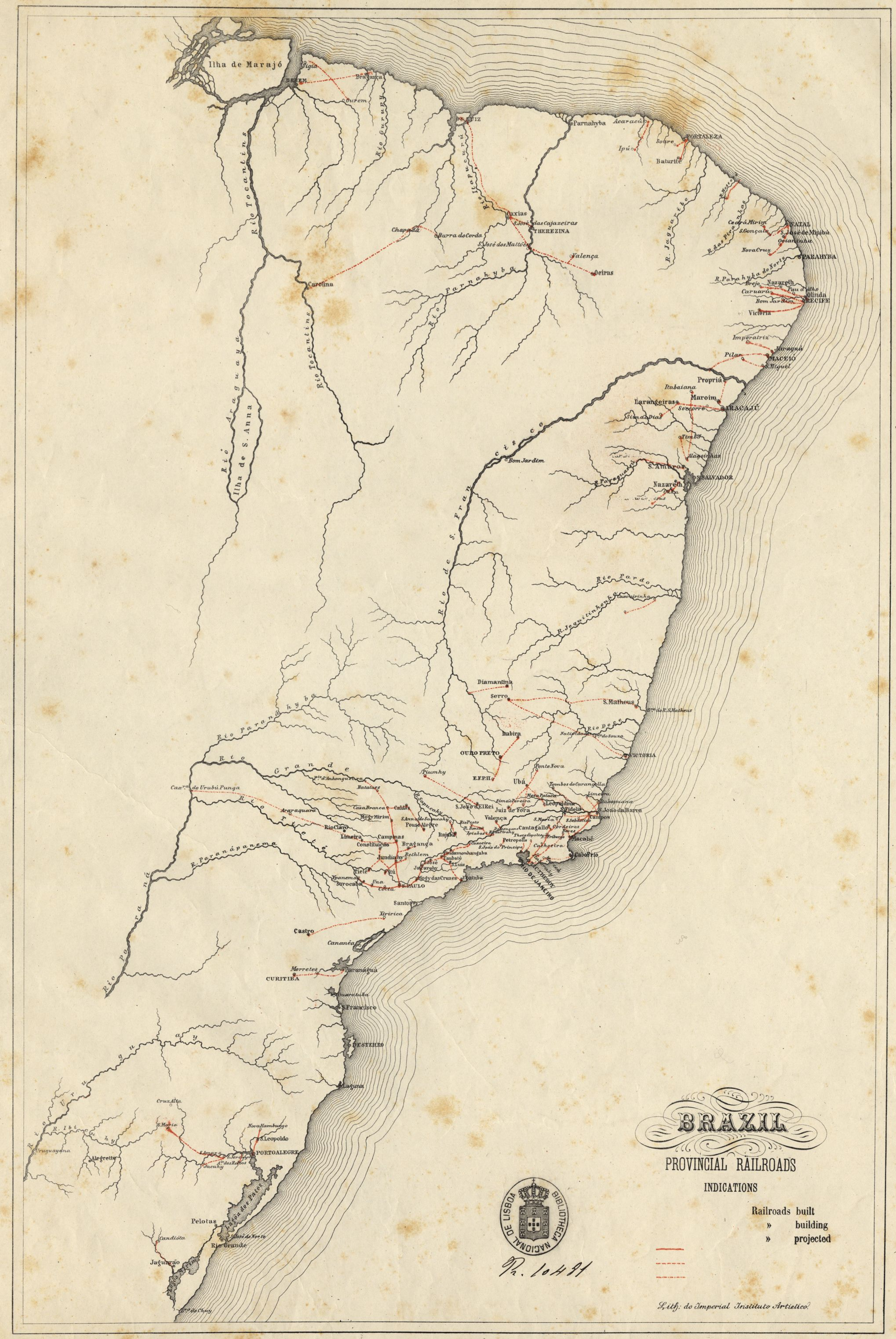
Carte du chemin de fer au Brésil au XIXe siècle

L'histoire du chemin de fer au Brésil a commencé au milieu du XIXe siècle par l'importation de technologies et de capitaux anglais, avec l'arrivée de la locomotive à vapeur.

## Histoire
Au Brésil, l'histoire du chemin de fer a d'abord été marquée par l'influence du commerce des matières premières exportées, comme le sucre et le café, avant de répondre aux besoins d'une population en forte augmentation, pour le transport des voyageurs.

### L'ère du sucre et du café
La très courte Ligne ferroviaire de Mauá est la première inaugurée en 1854, dans l'État de Rio de Janeiro, pour relier le port de Mauá au quartier de Fragoso (Magé). Sa construction n'a été décidée qu'en 1852 et sa construction effectuée sous l'impulsion de l'entrepreneur Irineu Evangelista de Sousa. C'est en 1854 que la locomotive Baronesa parcourt les premiers 14,5 km de chemin de fer du Brésil.
Puis en 1855 est lancé le Chemin de fer de Recife, dont la construction est confiée à une entreprise anglaise. La voie ferrée fait 125 kilomètres en 1862, dans le nord de cette ville du nord du Brésil, où elle permet de diminuer le coût du transport de la récolte de canne à sucre de moitié par rapport au transport en mules. Ainsi, le transport du sucre contribue de façon décisive à l’équilibre financier de la ligne.
En 1859, c'est la caféiculture qui justifie de nouveaux investissements: le banquier Barão de Mauá convainc le gouvernement de débuter une ligne ferroviaire de 79 kilomètres reliant la plaine caféière de São Paulo au Port de Santos, en traversant la « cordillère de la mer », avec des passages à plus de 800 mètres d’altitude et des pentes de près de 10 %. La ligne de São Paulo Railway est achevée en 1867 au prix de prouesses techniques, permet ensuite de développer l'exportation du café vers le port de Santos. Pendant sa construction, le port de Santos est agrandi et dès son achèvement la production caféière du pays prend un formidable essor.
En 1892, la ligne ferroviaire caféière Jundiai-Jabuticabal se subdivisa pour relier de nombreuses fazendas (Santa Veridiana, Guatapara...). Les fazendeiros étaient directeurs de la «Compania Pauliste de Estradas de Ferro» dont le réseau touffus s'ajustait à la mosaïque des densités caféières, avec des tracés zigzaguants, déterminés dès l'origine par la répartition des fermes et des villes abritant des marchés du café, qui paraissent au XXIe siècle aberrants.

### La création de la RFFSA
En 1922, le Brésil possède déjà un réseau de 29 000 km. La traction électrique fait son apparition en 1930, suivi en 1939 par le Diesel-électrique. L'État brésilien préside ensuite, en 1957, à la création de la Rede Ferroviária Federal S.A. (RFFSA), afin d'unifier les 18 chemins de fer de l'union qui totalisent 37 000 km.
L'idée de créer une société unifiée dans l'État de Sao Paulo, le plus important pour le trafic ferroviaire a émergé en 1962 , sous la forme d'un message du gouvernement de l'État de São Paulo car il y avait cinq chemins de fer différents dans cet état. Le projet a été rejeté en 1966 par l'Assemblée législative puis finalement adopté en 1969.

### La privatisation de 1998
Après 40 ans de service public ferroviaire, la privatisation de la RFFSA a été promue en 1998 par le président Fernando Henrique Cardoso, qui a accordé des subventions aux lignes publiques déficitaires afin que l'initiative privée puisse prendre le relais. C'est la société unifiée dans l'État de Sao Paulo qui est devenue opératrice d'une grande partie du réseau dans d'autres régions. L'objectif principal était de supprimer les goulots d'étranglement dans l'infrastructure du secteur ferroviaire en raison du manque d'investissement. 
Dans les années 2010, le pays s'est intéressé, avec ses nouveaux partenaires commerciaux, à de nouvelles liaisons dans les régions en développement. La Chine et le Pérou se sont ainsi entendus pour étudier la faisabilité d'une ligne de chemin de fer de 5 300 km qui relierait la côte pacifique du Pérou à la côte atlantique du Brésil, afin de réduire le temps et le coût du transport de minerais et de produits agricoles à travers le continent.
En janvier 2017, le chemin de fer “Transnordestina (pt)” qui a occupé 11 000 travailleurs pendant des années, devait être livré après 10 ans de construction et près de 2 milliards d’euros d'investissements majoritairement publics, afin de relier les lignes secondaires déjà existantes au nord-est du pays. La ligne devait aussi transporter soja, maïs, minerai de fer et gypse des régions de l’arrière-pays vers les ports de Pecém (Nord) et de Suape (Est). Mais après l’abandon des travaux, sur les 1.700 km initialement prévus, seule la moitié a été construite.